# Arthur Cleave
Arthur Cleave (Ilfracombe, Devon, 6 de abril de 1884 – 2 de dezembro de 1939) foi um ator britânico da era do cinema mudo.

## Filmografia selecionada
- The Lady Clare (1919)
- Garryowen (1920)
- Nothing Else Matters (1920)
- The Bachelor's Club (1921)
- The Adventures of Mr. Pickwick (1921)
- The Card (1922)
- A Master of Craft (1922)
- Old Bill Through the Ages (1924)
- Her Redemption (1924)